# Последнее изгнание дьявола: Второе пришествие
Последнее изгнание дьявола: Второе пришествие — (англ. The Last Exorcism Part II) — фильм ужасов режиссёра Эд Гасс-Доннели, сиквел фильма Последнее изгнание дьявола. Съёмки проходили в городе Новый Орлеан, с 19 марта 2012 по 21 апреля 2012 года. Дата релиза в России 28 февраля; в США 1 марта 2013 года.
Возрастное ограничение:
- рейтинг MPAA: PG-13
- категория информационной продукции: 16+

## Сюжет
Девушку по имени Нелл находят в глухом лесу — грязную и испуганную, после страшного ритуала. В ходе расследования выясняется, что она является единственным выжившим членом своей семьи. Решая дальнейшую судьбу девушки, местные власти решают отправить её в приют для девочек в Новом Орлеане. В приюте она попадает под присмотр терапевта Фрэнка Мерле. После переезда на новое место у Нелл начинается новая жизнь. Но демон, которым она одержима, её не покинул. Он начинает вселяться в её тело и тела девочек приюта. Теперь он хочет от Нелл нечто большее…

## В ролях
| Актёр              | Роль        |
| ------------------ | ----------- |
| Эшли Белл          | Нелл        |
| Джулия Гарнер      | Гвен        |
| Спенсер Трит Кларк | Крис        |
| Дэвид Дженсен      | Колдер      |
| Тара Риггз         | Сесиль      |
| Луис Хертум        | Луис        |
| Мьюз Уотсон        | Фрэнк Мерле |
| Эрика Мишель       | Дафн        |
| Бояна Бальта       | Лили        |
| Джо Крест          | пастор      |